# Ignacio Rubio y Cambronero
Ignacio Rubio y Cambronero (Valladolid, 1895 - Barcelona, 1973) va ser un professor i arxiver espanyol que va exercir la seva tasca professional a Catalunya.

## Trajectòria
Fill del professor i arqueòleg Manuel Rubio y Borrás, va estudiar el batxillerat i la carrera de Filosofia i Lletres, secció d'Història a Barcelona, on es va doctorar en aquesta especialitat. Després de treballar a la Secció de Propietat Intel·lectual de la Biblioteca provincial de Barcelona i al Museu Arqueològic Nacional d'Espanya, el 1921 va aprovar les oposicions al Cos Facultatiu d'Arxivers, Bibliotecaris i Arqueòlegs i va ser destinat a l'Arxiu General de Simancas i posteriorment a la Biblioteca Museu Víctor Balaguer de Vilanova, on va romandre fins des de 1923 fins a 1930. Fou arxiver general de la Diputació Provincial de Barcelona, director de la Biblioteca Universitària i professor de l'Escola de Bibliotecàries de Barcelona i de l'Escola Industrial de Vilanova i la Geltrú. Durant la dictadura de Primo de Rivera va tenir els càrrecs de tinent d'alcalde i d'alcalde d'aquesta població, entre els anys 1928 i 1930. El 1928 supera les oposicions per ocupar la direcció de l'Arxiu General de la Diputació de Barcelona. El 1933 és nomenat professor de l'Institut Salmerón d'ensenyament secundari. Entre els anys 1947 i 1967 també va exercir com a professor d'Història de l'Art a l'Escola de Bibliotecàries. El 1949 es reincorpora al Cos d'Arxivers i Bibliotecaris i fa de secretari de la Biblioteca Universitària de Barcelona, i el 1960 és nomenat director, càrrec que va exercir fins a la seva jubilació el 1965. Una part del seu arxiu personal va ingressar a l'Arxiu Nacional de Catalunya el 2020.

## Reconeixements[2]
- Membre de l'Orde Civil d'Alfons X el Savi
- Medalla de Plata al mèrit cultural, distinció del Govern italià (1965)
- Creu de Cavaller de l'Orde de Cisneros
- Medalla al Mèrit en el Treball (1968)[5]
- Diploma de col·legiat distinguit del Col·legi Oficialde Doctors i Llicenciats del Districte Universitari de Catalunya i Balears (1964)[6]

## Publicacions[2]
- El palacio de la Excelentísima Diputación Provincial de Barcelona (1952)
- La Deputació del General de Catalunya en los siglos XV y XVI (1950)
- La Generalitat de Catalunya (1920)
- La Acrópolis de Atenas (1919)
- El arte bizantino en Santa Sofía de Constantinopla (1919)
- Monumentos megalíticos (1917)